# ユキカザリドリ
ユキカザリドリ (Carpodectes nitidus) は、スズメ目カザリドリ科の中型の鳥である。中央アメリカの亜熱帯から熱帯地域の森林に生息している。オスは白、メスは薄い灰色をしており、雌雄は簡単に判別できる。

## 特徴
成鳥は、約8cmの長さで、頭が小さくやや太っている。オスは頭と後ろのわずかに青みがかった灰色の箇所を除いて純白でとても目立つ。メスは上部が茶色がかった灰色をしており周囲と比べて少し濃い色の翼をもっている。目は白いリング状で下部は薄い灰色をしている。雌雄ともくちばしは青みがかった灰色をしている。これらの特徴から他のカザリドリ科の鳥と区別できる。メスはズグロハグロドリやサカツラハグロドリと混同されやすいが、それらの種とは頭の色で区別できる。

## 生息地域
ユキカザリドリはもともと、グアテマラ、ホンジュラス、ニカラグア、コスタリカ、パナマの低地多湿森林に生息している。海岸に面した平地や標高約450ｍ程度の低い丘、森林の周辺部、独立した大木のある地域である。